# Gollania neckerella
Gollania neckerella är en bladmossart som beskrevs av Brotherus 1908. Gollania neckerella ingår i släktet Gollania och familjen Hypnaceae. Inga underarter finns listade i Catalogue of Life.